# بالاشهر (فیلم)
«بالاشهر» (انگلیسی: Uptown (film)) یک فیلم است که در سال ۲۰۰۹ منتشر شد.